# Sven Nilsson (konstnär)
Sven Nilsson, född 1977 i Veberöd, är en svensk konstnär. Han är utbildad vid konstskolor i Hässleholm 1993–1994 och Kristianstad 1994–1996 samt vid Konsthögskolan Valand i Göteborg 1996–2001. Han fick 2001 Maria Bonnier Dahlins stipendium för yngre konstnärer. Han har sedan bott i Göteborg, Berlin och Ljusdal.
Nilsson arbetar till en stor del med installationer. Bland dem som fått uppmärksamhet i pressen märks en installation 2007 i Stenasalen, Göteborgs konstmuseum. Genomgående i Nilssons arbeten finns ett intresse för psykologiska processer. Hans konst fungerar ofta som gestaltningar av scener där betraktaren placeras i centrum av arbetet och på olika sätt konfronteras däri. Oftast använder han sig av starkt illusoriska redskap som speglar och 3D-teknik. 